# Portugiesische Tischtennisnationalmannschaft
Die portugiesische Tischtennisnationalmannschaft ist die Auswahlmannschaft der Spieler im Tischtennis, die Portugal bei Weltmeisterschaften, Europameisterschaften, den Europaspielen sowie bei den Olympischen Spielen vertreten. Die portugiesische Herrenmannschaft gewann 2014 die Europameisterschaft und 2015 die Europaspiele. Dachverband ist die FPTM.

## Erfolge

### Europameisterschaften
- Gold (1): 2014
- Silber (2): 2017, 2019
- Bronze (2): 2011, 2023

### Europaspiele
- Gold (1): 2015
- Bronze (1): 2019

### Olympische Spiele
- Viertelfinale (1): 2012

### Weltmeisterschaften
- Viertelfinale (4): 2014, 2016, 2022, 2024

## Geschichte

Weltranglistenpositionen der besten portugiesischen Tischtennisspieler

Bei den ersten Weltmeisterschaften in der Zeit vor dem Zweiten Weltkrieg war Portugal nicht vertreten, die erste Teilnahme erfolgte 1951. Vordere Platzierungen konnten jedoch lange Zeit nicht erreicht werden, oft nahm das portugiesische Team auch gar nicht teil, so etwa zwischen den Weltmeisterschaften von 1967 und 1981. Bei der ersten Teilnahme an Europameisterschaften 1962 belegte die Mannschaft den elften Platz, ein Ergebnis, das sie erst 2010 wiederholen konnte.
Der erste portugiesische Spieler, der in der Weltrangliste eine Platzierung unter den besten 100 erreichte, war João Monteiro, der im März 2007 auf Platz 96 kam. Bei dessen erster Weltmeisterschafts-Teilnahme im Jahr 2000 belegte das portugiesische Team, das sich in den Jahren danach kontinuierlich verbesserte, noch Rang 59. Ihm folgten im Juni 2008 Tiago Apolónia und Marcos Freitas in die Top 100, in diesem Jahr erreichte Monteiro als erster Portugiese eine Top-50-Platzierung, und bei der Weltmeisterschaft kam die Mannschaft auf Platz 27, womit sie sich für die Championship Division der nächsten WM qualifizierte. Bei der Europameisterschaft im selben Jahr stieg sie dagegen durch den 15. Platz in die Challenge Division ab, in der sie 2009 aber den bestmöglichen 17. Rang erreichen und wieder aufsteigen konnte. 2010 erreichte Apolónia als erster Portugiese eine Top-20-Platzierung, und 2011 folgte für das Team durch den EM-Halbfinaleinzug die erste internationale Medaille.
Bei der Weltmeisterschaft 2012 zog Portugal zum ersten Mal in die Hauptrunde ein, wo das Achtelfinale gegen Schweden verloren ging. Zudem qualifizierte sich das Team erstmals für die Olympischen Spiele, wo auf einen 3:0-Erfolg gegen Großbritannien eine knappe 2:3-Niederlage gegen den späteren Silbermedaillengewinner Südkorea folgte. Ein großer Erfolg gelang 2014: Nach dem Erreichen des Viertelfinals bei der WM gewann Portugal durch einen überraschenden Finalsieg über den amtierenden Meister Deutschland Gold bei der Heim-Europameisterschaft in Lissabon, außerdem gelang Marcos Freitas im November als erstem Portugiesen eine Platzierung unter den Top 10 der Weltrangliste. Bei den ersten Europaspielen 2015 in Baku sicherte sich Portugal ebenfalls die Goldmedaille, in diesem Jahr erreichte mit João Geraldo außerdem ein vierter Spieler die Top 100. 2016 konnte die Mannschaft wieder ins WM-Viertelfinale einziehen, schied bei den Olympischen Spielen aber in der ersten Runde gegen den amtierenden Europameister Österreich aus. 2017 gewann Portugal nach einem Halbfinalsieg gegen Frankreich und einer Finalniederlage gegen Deutschland Silber bei der Europameisterschaft.

## Aktueller Kader
- Tiago Apolónia ( 1. FC Saarbrücken)
- Marcos Freitas ( AS Pontoise-Cergy TT)
- João Geraldo ( TTF Liebherr Ochsenhausen)
- João Monteiro ( Chartres ASTT)